# Witold Silewicz
Witold Silewicz (ur. 18 maja 1921 w Rajsku, zm. 26 stycznia 2007 w Wiedniu) – polsko-austriacki kompozytor i kontrabasista.

## Życiorys
Urodził się w Rajsku jako najmłodszy z trojga dzieci warszawskiego architekta, Zdzisława Silewicza i Stefanii z Zwillingów. W dzieciństwie chorował na gruźlicę, która zmusiła go do częstych zabiegów w górskich sanatoriach i przerw w nauce. Na skutek choroby została mu na całe życie niesprawność jednej nogi. Jako ośmioletni chłopiec stracił ojca, który zmarł w Nicei. Mimo tego przebił się wczesny talent muzyczny. Jeszcze przed wybuchem drugiej wojny rodzina się przeniosła do Austrii w rodzinne strony matki. W 1943 r. został przyjęty do wiedeńskiej akademii muzycznej gdzie studiował kompozycję u Josepha Marxa, dyrygowanie u J. Kripsa i Hansa Swarowsky’ego, ucznia Richard Straussa. Dyplom uzyskał w 1951 r. Na kontrabasie uczył się u Johanna Krumpa i Ottona Ruhma od 1949 do 1955 r.
W czasie pobytu we Włoszech i w Jugosławii poznał swoją słoweńską żonę, Tatianę (1925–2011) z którą osiedlił się w Wiedniu i z którą miał dwie córki, Ksenię i Aleksandrę. Na życie zarabiał jako członek orkiestr, najczęściej w Niederösterreichische Tonkünstlerorchester. Był aktywnym członkiem rady stowarzyszenia polskich artystów muzyków  – na obczyźnie. Zmarł 26 stycznia 2007 r. w Wiedniu i został pochowany na tamtejszym cmentarzu w Friedhof Döbling w pobliżu Kahlenbergu.

## Twórczość
- Dwie symfonie[5]
- Koncerty na instrumenty[6]
- Muzyka kameralna
- Poème de la vie

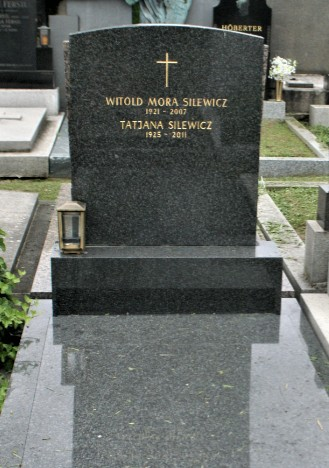
Mogiła Witolda i Tatjany Silewiczów na cmentarzu wiedeńskim w Döbling

- Balet: Fanny Elssler – Frau u Mythos (1989)
- Kinderszenen
- Instrumentalensemble
- Geburtstagswünsche (Życzenia urodzinowe) na 2 klarnety, flet, obój i fagot
- Six Petites scènes d'enfants (1991)[7]

## Odznaczenia
- Nagrodę uznania miasta Wiednia (1963)[8]
- Nagrodę uznania prowincji Niederösterreich (1981)[9]